# Кері (Айдахо)
Кері (англ. Carey) — місто в окрузі Блейн, у штаті Айдахо, США. Згідно з переписом 2010 року населення становило 604 особи, що на 91 особу більше, ніж 2000 року. Перш за все це сільськогосподарське місто. Поблизу розташовані місця для відпочинку: національний парк «Місячні кратери», зона управління дикої природи Кері-Лейк, струмок Сілвер-Крік і річка Літл-Вуд. Далі на захід простягнулась долина річки Біг-Вуд, яка веде до курорту Сан-Валлі. Останніми роками намітилося значне зростання міста Кері.

## Географія
Кері розташоване за координатами 43°18′36″ пн. ш. 113°56′27″ зх. д. / 43.31000° пн. ш. 113.94083° зх. д. (43.310123, -113.940792).  За даними Бюро перепису населення США в 2010 році місто мало площу 8,60 км², з яких 8,58 км² — суходіл та 0,01 км² — водойми.

## Демографія
Релігія займає дуже значне місце в житті громади. За розрахунками близько 75 % жителів — мормони.

### Перепис 2010 року
Згідно з переписом 2010 року, у місті проживало 604 осіб у 196 домогосподарствах у складі 156 родин. Густота населення становила 70,5 особи/км². Було 240 помешкань, середня густота яких становила 28,0/км². Расовий склад міста: 88,9 % білих, 0,7 % афроамериканців, 0,3 % індіанців, 0,3 % азіатів, 8,1 % інших рас, а також 1,7 % людей, які зараховують себе до двох або більше рас. Іспанці та латиноамериканці незалежно від раси становили 12,1 % населення.
Із 196 домогосподарств 48,0 % мали дітей віком до 18 років, які жили з батьками; 70,4 % були подружжями, які жили разом; 5,6 % мали господиню без чоловіка; 3,6 % мали господаря без дружини і 20,4 % не були родинами. 18,4 % домогосподарств складалися з однієї особи, у тому числі 6,7 % віком 65 і більше років. У середньому на домогосподарство припадало 3,08 мешканця, а середній розмір родини становив 3,56 особи.
Середній вік жителів міста становив 33,4 року. Із них 36,4 % були віком до 18 років; 4,8 % — від 18 до 24; 24,3 % від 25 до 44; 24 % від 45 до 64 і 10,4 % — 65 років або старші. Статевий склад населення: 49,2 % — чоловіки і 50,8 % — жінки.
Середній дохід на одне домашнє господарство  становив 63 490 доларів США (медіана — 61 750), а середній дохід на одну сім'ю — 67 085 доларів (медіана — 62 917). Медіана доходів становила 40 750 доларів для чоловіків та 34 643 долари для жінок. За межею бідності перебувало 8,7 % осіб, у тому числі 22,0 % дітей у віці до 18 років та 4,4 % осіб у віці 65 років та старших.
Цивільне працевлаштоване населення становило 268 осіб. Основні галузі зайнятості: освіта, охорона здоров'я та соціальна допомога — 26,1 %, будівництво — 13,1 %, публічна адміністрація — 8,6 %, виробництво — 7,8 %.

### Перепис 2000 року
Згідно з переписом 2000 року, у місті проживало 513 осіб у 166 домогосподарствах у складі 131 родин. Густота населення становила 59,1 особи/км². Було 187 помешкань, середня густота яких становила 21,6/км². Статевий склад міста: 92,79 % білих, 0,19 % афроамериканців, 0,97 % індіанців, 4,68 % інших рас і 1,36 % людей, які зараховують себе до двох або більше рас. Іспанці та латиноамериканці незалежно від раси становили 10,14 % населення.
Із 166 домогосподарств 43,4 % мали дітей віком до 18 років, які жили з батьками; 70,5 % були подружжями, які жили разом; 6,0 % мали господиню без чоловіка, і 20,5 % не були родинами. 19,3 % домогосподарств складалися з однієї особи, у тому числі 7,2 % віком 65 і більше років. У середньому на домогосподарство припадало 3,09 мешканця, а середній розмір родини становив 3,55 особи.
Віковий склад населення: 35,1 % віком до 18 років, 10,1 % від 18 до 24, 25,0 % від 25 до 44, 18,1 % від 45 до 64 і 11,7 % від 65 років і старші. Середній вік жителів — 30 років. Статевий склад населення: 52,8 % — чоловіки і 47,2 % — жінки.
Середній дохід домогосподарств у місті становив US$39 861, родин — $42 054. Середній дохід чоловіків становив $30 809 проти $21 563 у жінок. Дохід на душу населення в місті був $14 027. Приблизно 2,6 % родин і 1,7 % населення перебували за межею бідності, включаючи 0,9 % віком до 18 років і 6,0 % від 65 і старших.